# ستيف موران
ستيف موران (بالإنجليزية: Steve Moran)‏ (10 يناير 1961 في المملكة المتحدة - ) هو لاعب كرة قدم بريطاني في مركز الهجوم. شارك مع منتخب إنجلترا تحت 21 سنة لكرة القدم. أما مع النوادي، فقد لعب مع ليستر سيتي ونادي إكزتر سيتي ونادي ريدنغ ونادي ساوثهامبتون وهال سيتي.

## وصلات خارجية
- ستيف موران على موقع قاعدة بيانات كرة القدم.إي يو (الإنجليزية)
- ستيف موران على موقع عالم كرة القدم.نت (الإنجليزية)